# Elio Pagani
Elio Pagani (all'anagrafe Elio Angelo Pagani) (Legnano, 8 novembre 1904 – Legnano, 4 maggio 1971) è stato un allenatore di calcio e calciatore italiano, di ruolo terzino destro.

## Carriera
Giocò in Serie A con il Legnano.